# الكأس الممتاز الليبي 2005
بطولة الكأس الممتاز الليبي 2005 هي النسخة التاسعة من بطولة الكأس الممتاز الليبي، والنسخة الثامنة من البطولة التي تقام بنظام المباراة الواحدة، وقد فاز فيها نادي الاتحاد بخامس كأسٍ له وهو رابع فوز له على التوالي. أقيمت هذه البطولة بين نادي الاتحاد بطل الدوري الليبي الممتاز [الإنجليزية] وكأس الفاتح ونادي الأخضر وصيف الكأس، وقد لُعبت المباراة على ملعب 11 يونيو في يوم 18 سبتمبر 2005 وانتهت بفوز الاتحاد على الأخضر بنتيجة 1–0.

## المباراة
| الاتحاد                    | 1–0 | الأخضر |
| -------------------------- | --- | ------ |
| نبيل مفتاح 43' (ركلة جزاء) |     |        |